# Kimono My House
Az 1974-es Kimono My House a Sparks harmadik nagylemeze. A felvételek miatt Ron és Russell Mael Angliába költözött, így az együttes tagjait angol zenészek váltották fel.
A brit albumlistán a 4. helyet érte el, míg a This Town Ain't Big Enough for Both of Us kislemez a 2. helyig jutott a kislemezlistán. Az Amateur Hour is bekerült a Top 10-be. Németországban mindkét kislemez a 12. helyig jutott. Az Egyesült Államokban az album a 101. helyet szerezte meg a Billboard 200-on.
Az album szerepel az 1001 lemez, amit hallanod kell, mielőtt meghalsz című könyvben. 2020-ban Minden idők 500 legjobb albuma listán 476. helyen szerepelt.

## Az album dalai
| 1. | This Town Ain't Big Enough for Both of Us | Ron Mael | 3:05 |
| 2. | Amateur Hour                              | Ron Mael | 3:37 |
| 3. | Falling In Love With Myself Again         | Ron Mael | 3:03 |
| 4. | Here In Heaven                            | Ron Mael | 2:48 |
| 5. | Thank God It's Not Christmas              | Ron Mael | 5:07 |

| 1. | Hasta Mañana, Monsieur | Russell és Ron Mael | 3:52 |
| 2. | Talent Is An Asset     | Ron Mael            | 3:21 |
| 3. | Complaints             | Ron Mael            | 2:50 |
| 4. | In My Family           | Russell és Ron Mael | 3:48 |
| 5. | Equator                | Ron Mael            | 4:42 |

## Közreműködők
- Russell Mael – ének
- Ron Mael – billentyűk
- Martin Gordon – basszusgitár
- Adrian Fisher – gitár
- Norman "Dinky" Diamond – dob

### Produkció
- Richard Digby-Smith, Tony Platt – hangmérnök
- Bill Price – keverés
- Nicholas de Ville – művészi vezető
- Ron Mael, Nicholas de Ville – borítóterv
- Karl Stoeker – fényképek
- Bob Bowkett, CCS – művészi munka

## Fordítás
- Ez a szócikk részben vagy egészben a Kimono My House című angol Wikipédia-szócikk ezen változatának fordításán alapul.  Az eredeti cikk szerkesztőit annak laptörténete sorolja fel. Ez a jelzés csupán a megfogalmazás eredetét és a szerzői jogokat jelzi, nem szolgál a cikkben szereplő információk forrásmegjelöléseként.